# .is
.is là tên miền quốc gia cấp cao nhất (ccTLD) của Iceland. Các thực thể nước ngoài phải chỉ định một đại diện ở Iceland và chỉ có thể đăng ký tên miền liên quan đến thương hiệu quốc tế của họ.
".is" là từ hai chữ cái đầu của tên nước bằng tiếng Iceland, Ísland (dấu này không thỏa mãn tên miền).